# Lou Engle
Lou Engle est un leader chrétien évangélique américain, connu en particulier pour sa direction de The Call, une organisation qui tient des rassemblements de prières durant généralement entre douze et vingt-quatre heures. Engle est également connu pour son association avec des membres éminents de la Droite chrétienne. Par ailleurs, il est le principal leader de la Maison internationale de la prière, ayant contribué à l’établissement de plusieurs petites « maisons » de prière.

## Ministère
Engle a organisé de grands rassemblements de prière depuis 1999, auxquels ont participé des milliers de personnes provenant de multiples pays. La taille de ces événements et les déclarations politiques d’Engle lui ont permis d’acquérir une notoriété dans la Droite chrétienne américaine. Le journaliste Bruce Wilson a décrit Engle comme le « directeur de prière non officiel du Parti républicain ». En plus de ces rassemblements, Engle a établi plusieurs petites maisons de prières, au travers de son ministère de la Maison de prière de justice (Justice House of Prayer). Ces « maisons » se situent souvent près de sites importants sur le plan historique, culturel ou politique, telle l’Université de Harvard ou la Cour suprême des États-Unis. L’emplacement de ces maisons est choisi de façon stratégique, en particulier pour lutter contre des enjeux tels que l’avortement.
En 2008, Engle a mobilisé ses groupes de prière afin qu’ils soutiennent la Proposition 8, un référendum proposant l'amendement de la Constitution de l'État de Californie pour interdire le mariage homosexuel. Il a également organisé des manifestations d’une durée de 24 heures, devant la Cour suprême des États-Unis, durant lesquelles de jeunes participants mettaient en scène l’impuissance des fœtus avortés.

## Prière et politique
Engle a focalisé son combat sur l’enjeu de l’avortement. Il encourage fréquemment ses auditeurs à prier afin que soit renversé l’arrêt de la Cour suprême reconnaissant l’avortement comme un droit constitutionnel (Roe vs Wade). Il les encourage également à voter en faveur de candidats politiques se déclarant « pro-vie » (pro-life). Ses prises de positions en faveur de thèmes généralement associés à la Droite chrétienne, les manifestations organisées par Engle ont reçu le soutien de leaders évangéliques tels Mike Huckabee et Tony Perkins. Il a par ailleurs critiqué d’autres leaders évangéliques quant à leurs positions « politiquement correctes ».
Selon Engle, les thèmes tels la lutte contre l’avortement et l’homosexualité devraient rester au centre du mouvement évangélique. Ce positionnement d'Engle a suscité une critique sévère du Président américain Barack Obama, qui a indiqué que les croyances de Engel « vont à l’encontre de mes convictions et des convictions de masses de croyants américains ».

## Controverses
Engle a été décrit par Joe Conason comme un « théocrate radical ». Le Southern Poverty Law Center affirme qu’il peut parfois « se hasarder dans des appels au meurtre ».
Alors qu’il résidait à Washington, D. C., Engle a brièvement partagé le même appartement que Sam Brownback, alors sénateur. Brownback a pris la parole par la suite lors du rassemblement de The Call, à Nashville. Il a travaillé avec Engle pour rédiger un document d’excuses adressé aux Amérindiens et aux Afro-américains. L’association de Brownback avec Engle devint un sujet de controverse durant la campagne couronnée de succès du politicien au poste de Gouverneur du Kansas. Durant la campagne, le Parti Démocrate du Kansas finança des publicités critiquant les liens entre Brownback et Engle. Le politicien déclara ne pas avoir parlé avec Engle depuis plusieurs mois et signala qu’ils étaient en désaccord sur certains sujets.
En mai 2010, Engle se rendit en Ouganda et y organisa un rassemblement avec The Call. Durant le rassemblement, Engle loua les efforts du gouvernement ougandais dans sa lutte contre l’homosexualité. De tels efforts comprennent un projet de loi punissant d’emprisonnement à vie ou de peine de mort les gays et les lesbiennes. Engel déclara par la suite s’être opposé à ce projet de loi, avoir appelé l’Église à examiner ses propres péchés, et s’opposer à la violence contre les homosexuels. Cependant, il n’a pas dénoncé la criminalisation de l’homosexualité.
Engle apparaît dans plusieurs documentaires consacrés à la droite chrétienne: Jesus Camp en 2006, Call Me Kuchu en 2012, et God Loves Uganda en 2013. Ces deux derniers documentaires traitent notamment de l'incidence politique des discours évangéliques sur l'homosexualité et les personnes homosexuelles en Afrique.
En mai 2014, apprenant que Lou Engle est invité à Genève pour y célébrer un rassemblement The Call avec divers responsables évangéliques locaux, la Fédération genevoise des associations lesbiennes, gaies, bi et transgenres (LGBT) interpelle les autorités de la Ville et du Canton et leur demande, dans son communiqué, de «prendre position publiquement et […] condamner les appels à la haine». La venue du prédicateur est finalement annulée, après une entrevue des organisateurs avec les pouvoirs publics. Les responsables évangéliques dénonceront une «campagne de dénigrement» à l'encontre d'Engle. Ce dernier, qui refuse de s'exprimer dans les médias durant la polémique, concèdera une interview exclusive à Christianisme Aujourd'hui, un magazine évangélique, pour s'y défendre des accusations d'homophobie dont il fait l'objet.
À la suite des commentaires anti-islamiques proférés par Engle lors d'une conférence organisée en 2018 à Singapour par la Cornerstone Community Church, le ministère de l'Intérieur de Singapour a ouvert une enquête sur la rhétorique incendiaire du prédicateur. Les organisateurs se sont excusés auprès des dirigeants musulmans locaux et se sont engagés à ne pas inviter Engle en tant qu'orateur.

## Vie personnelle
Engle réside actuellement à Kansas City, dans le Missouri. Lui et son épouse Therese ont sept enfants. Engle est connu pour sa voix graveleuse, son tempérament enjoué, et son balancement constant, d’avant en arrière, alors qu’il prie ou prêche.